# Pasquale Festa Campanile
Pasquale Festa Campanile ( n. 28 iulie 1927, Melfi, Basilicata, Italia – d. 25 februarie 1986, Roma, Italia) a fost un regizor, scenarist și scriitor italian.

## Biografie
Festa Campanile provine dintr-o familie distinsă italiană. Din anul 1949 a început să scrie scenarii pentru diferite filme. O mare parte din filmele regizate de el au fost distinse cu diferite premii. Pe lângă activitatea de regizor a fost și scriitor și jurnalist.

## Filmografie selectivă
- 1963 Un tentativo sentimentale, co-regia di Massimo Franciosa
- 1964 Le voci bianche, co-regia di Massimo Franciosa
- 1964 Statornicia rațiunii (La costanza della ragione)
- 1965 Una vergine per il principe
- 1966 Adulterio all'italiana
- 1967 La cintura di castità
- 1967 Il marito è mio e l'ammazzo quando mi pare
- 1967 La ragazza e il generale
- 1968 La matriarca
- 1969 Scacco alla regina
- 1969 Dove vai tutta nuda?
- 1970 Quando le donne avevano la coda
- 1970 Con quale amore, con quanto amore
- 1971 Il merlo maschio
- 1971 Quando le donne persero la coda
- 1972 La calandria
- 1972 Jus primae noctis
- 1973 Emigrantul (L'emigrante)
- 1973 Rugantino
- 1974 La sculacciata
- 1975 Conviene far bene l'amore
- 1976 Dimmi che fai tutto per me
- 1976 Cei 13 de la Barletta (Il soldato di ventura)
- 1977 Autostop rosso sangue
- 1977 Cara sposa
- 1978 Come perdere una moglie e trovare un amante
- 1979 Sabato, domenica e venerdì, episodio "Domenica"
- 1979 Il corpo della ragassa
- 1979 Gegè Bellavita
- 1980 Întoarcerea lui Casanova (Il ritorno di Casanova)
- 1980 Hoțul (Il ladrone)
- 1980 Qua la mano
- 1981 Nessuno è perfetto
- 1981 Culo e camicia
- 1981 Manolesta
- 1982 Bingo Bongo
- 1982 La ragazza di Trieste
- 1982 Più bello di così si muore
- 1982 Porca vacca
- 1983 Un povero ricco
- 1983 Il petomane
- 1984 Uno scandalo perbene

## Subiecte tratate după romanele sale
- 1957 Bunica Sabella (La nonna Sabella), regia Dino Risi
- 1975 Conviene far bene l'amore, regia Pasquale Festa Campanile
- 1980 Hoțul (Il ladrone), regia Pasquale Festa Campanile
- 1982 Fata din Triest (La ragazza di Trieste), regia Pasquale Festa Campanile
- 1989 Buon Natale... buon anno, regia Luigi Comencini
- 1993 Per amore, solo per amore, regia Giovanni Veronesi